# Paradise Lost (film 1911)
Paradise Lost è un cortometraggio muto del 1911 diretto da Frank Powell e Mack Sennett (non confermati).

## Produzione
Il film fu prodotto dalla Biograph Company.

## Distribuzione
Distribuito dalla General Film Company, il film - un cortometraggio di una bobina - uscì nelle sale statunitensi il 13 aprile 1911.